# Nicella flabellata
Nicella flabellata är en korallart som först beskrevs av Thomas Whitelegge 1897.  Nicella flabellata ingår i släktet Nicella och familjen Ellisellidae. Inga underarter finns listade i Catalogue of Life.